# V

V의 필기체

V, v(vee 비[*] [viː], 브이)는 로마 문자의 22번째 글자이다.
대부분의 나라에서 손가락 두 개로 V를 만들면 승리를 나타내서 사진 찍을 때도 V를 만들지만, 영국에서는 손등을 보인 채 손가락 두 개로 V를 만들면 매우 심한 욕이다.

## 쓰임
- v는 국제음성기호에서 유성 순치 마찰음을 나타낸다.
- V는 바나듐을 나타내는 원소 기호이다.
- V는 전압을 나타내는 SI 유도 단위계로, '볼트'라고 읽는다.

언어학
- V는 언어학에서 모음을 뜻하는 Vowel의 약자로, 개음절과 폐음절을 기술하는 데 쓰인다.
- V는 언어학의 재구음 등을 구현하는 과정에서 소리값을 지정할 수 없는 모음을 가리키는 부호로 쓰인다.

## 발음
- 무성 순치 마찰음(/f/): 독일어(외래어는 제외)
- 비음화 중설 중모음(/ə̃/): 북미지역 아메리카 원주민 언어
- 유성 양순 파열음(/b/):  갈리시아어, 스페인어(홀소리, l 또는 r 뒤는 제외)
- 유성 양순 마찰음(/β/):  갈리시아어, 스페인어(홀소리, l 또는 r 뒤)
- 양순 연구개 접근음(/w/): 아일랜드어(i 뒤 또는 e 또는 i 앞에 있는 v는 제외)
- 구개음화 유성 순치 마찰음(/vʲ/): 아일랜드어(i 뒤 또는 e 또는 i 앞)

## 컴퓨터 부호
| 미리 보기      | V                      | V                      | v                    | v                    |
| -------------- | ---------------------- | ---------------------- | -------------------- | -------------------- |
| 유니코드 이름  | LATIN CAPITAL LETTER V | LATIN CAPITAL LETTER V | LATIN SMALL LETTER V | LATIN SMALL LETTER V |
| 인코딩         | 10진                   | 16진                   | 10진                 | 16진                 |
| 유니코드       | 86                     | U+0056                 | 118                  | U+0076               |
| UTF-8          | 86                     | 56                     | 118                  | 76                   |
| 수치 문자 참조 | &#86;                  | &#x56;                 | &#118;               | &#x76;               |
| EBCDIC 계열    | 229                    | E5                     | 165                  | A5                   |
| ASCII          | 86                     | 56                     | 118                  | 76                   |